# Нуріддін Давронов
Нуріддін Амадбекович Давронов (тадж. Нуриддин Аҳмадбекович Давронов; нар. 16 січня 1991, Душанбе, Таджицька РСР) — таджицький футболіст, півзахисник національної збірної Таджикистану.

## Клубна кар'єра

### Ранні роки
Народився в Душанбе в родині артистів Ахмадбека Давронова та Ширинмох Ніхолової. Займався у футбольній школі клубу «Мінськ». З 2006 по 2007 рік перебував у юнацькій команді таджицького «Енергетика». З 2007 до 2009 року виступав за молодіжну команду московського «Локомотива». У 2008 році виступав за резервну команду «Локомотива». 
У січні 2009 року поповнив склад душанбинського «Істіклолу». У 2012 році визнаний найкращим півзахисником Таджикистану.

### «Слобода»
У лютому 2013 року перебрався до сербської «Слободи». Дебютував за нову команду 2 березня 2013 року в переможному (1:0) матчі проти «Борчі». Незабаром повернувся до «Істіклолу».

### «Дунав»
У серпні 2016 року прибув на перегляд до болгарського «Дунав», за результатами якого 16 серпня 2016 року підписав з клубом 1-річний контракт.

#### Оренда в «Істіклол»
7 лютого 2017 року повернувся в оренду до «Істіклола», розраховану до 31 липня 2017 року.

### «Мадура Юнайтед»
У грудні 2017 року підписав 1-річний контракт з командою Ліги 1 Індонезії «Мадура Юнайтед». У серпні 2018 року, після завершення сезону та травми коліна, контракт Давронова з «Мадура Юнайтед» розірвали за взаємною згодою сторін.

### «Оман Клуб»
22 серпня 2019 року Давронова представили новачком «Оман Клуб».

### Друга оренда в «Істіклол»
11 лютого 2021 року Істіклол оголосив про повернення Давронова в оренду з «Борнео» до завершення групового етапу Ліги чемпіонів АФК влітку 2021 року. 15 травня 2021 року, після закінчення терміну оренди, повернувся в «Борнео».

### Повернення в «Істіклол»
31 березня 2022 року «Істіклол» оголосив про повернення Нуріддіна Давронова.

### «Мохаммедан»
У червні 2022 року переїхав до Індії та підписав контракт з клубом I-Ліги «Мохаммедан». 16 серпня дебютував за клуб у переможному (3:1) поєдинку Кубку Дюранда проти «Гоа». Дебютував в I-Лізі 12 листопада в програному (0:1) поєдинку проти «Гокулам Керала». 26 грудня 2022 року контракт із Давроновим розірвали за згодою сторін із негайним набранням чинності.

### «Реал Кашмір»
5 січня 2023 року було офіційно оголошено, що представник I-Ліги «Реал Кашмір» запросив Нуріддіна Давронова до завершення сезону.

## Кар'єра в збірній
Учасник юнацького чемпіонату світу (U-17) 2007 року, який проходив у Південній Кореї. З 2007 року виступав за молодіжну збірну Таджикистану. За національну збірну Таджикистану виступає з 2008 року, першим голом відзначився 9 березня 2012 року у матчі проти збірної Індії. У складі збірної Таджикистану брав участь у Кубку виклику АФК 2008, де вони посіли друге місце, програвши у фіналі Індії.

## По завершенні кар'єри
16 лютого 2024 року «Істіклол» оголосив про призначення Нуріддіна Давронова новим спортивним директором.

## Статистика виступів

### Клубна
Станом на 5 березня 2023 року
| Клуб                         | Сезон                 | Ліга                      | Ліга  | Ліга | Нац. кубок | Нац. кубок | Конт. кубок | Конт. кубок | Інші  | Інші | Загалом | Загалом |
| Клуб                         | Сезон                 | Дивізіон                  | Матчі | Голи | Матчі      | Голи       | Матчі       | Голи        | Матчі | Голи | Матчі   | Голи    |
| ---------------------------- | --------------------- | ------------------------- | ----- | ---- | ---------- | ---------- | ----------- | ----------- | ----- | ---- | ------- | ------- |
| «Істіклол»                   | 2009                  | Вища ліга Таджикистану    |       |      |            |            | –           | –           | –     | –    |         |         |
| «Істіклол»                   | 2010                  | Вища ліга Таджикистану    |       |      |            |            | –           | –           | 1     | 0    | 1       | 0       |
| «Істіклол»                   | 2011                  | Вища ліга Таджикистану    |       |      |            |            | 5           | 1           | 1     | 0    | 6       | 1       |
| «Істіклол»                   | 2012                  | Вища ліга Таджикистану    |       |      |            |            | 5           | 0           | 1     | 0    | 6       | 0       |
| «Істіклол»                   | Загалом за «Істіклол» | Загалом за «Істіклол»     |       |      |            |            | 10          | 1           | 3     | 0    | 13      | 1       |
| «Слобода» (Ужице)            | 2012–13               | Суперліга Сербії          | 8     | 0    |            |            | –           | –           | –     | –    | 8       | 0       |
| «Істіклол» (Д)               | 2013                  | Вища ліга Таджикистану    | 6     | 1    |            |            | –           | –           | –     | –    | 6       | 1       |
| «Істіклол» (Д)               | 2014                  | Вища ліга Таджикистану    | 14    | 1    | 4          | 0          | –           | –           | 1     | 0    | 19      | 1       |
| «Істіклол» (Д)               | 2015                  | Вища ліга Таджикистану    | 12    | 1    | 4          | 1          | 11          | 1           | 1     | 0    | 28      | 3       |
| «Істіклол» (Д)               | 2016                  | Вища ліга Таджикистану    | 7     | 0    | 2          | 0          | 5           | 0           | 1     | 0    | 15      | 0       |
| «Істіклол» (Д)               | Загалом за «Істіклол» | Загалом за «Істіклол»     | 39    | 3    | 10         | 1          | 16          | 1           | 3     | 0    | 67      | 5       |
| «Дунав»                      | 2016–17               | Перша ліга Болгарії       | 8     | 0    | 2          | 0          | –           | –           | –     | –    | 10      | 0       |
| «Істіклол» (оренда)          | 2017                  | Вища ліга Таджикистану    | 9     | 1    | 0          | 0          | 5           | 1           | 1     | 0    | 15      | 2       |
| «Істіклол»                   | 2017                  | Вища ліга Таджикистану    | 1     | 1    | 1          | 0          | 3           | 1           | 0     | 0    | 5       | 2       |
| «Мадура Юнайтед»             | 2018                  | Ліга 1                    | 15    | 1    | 0          | 0          | –           | –           | –     | –    | 15      | 1       |
| «Істіклол»                   | 2019                  | Вища ліга Таджикистану    | 2     | 0    | 0          | 0          | 2           | 0           | 0     | 0    | 4       | 0       |
| «Оман Клуб»                  | 2019–20               | Професіональна ліга Оману |       |      |            |            | –           | –           | –     | –    |         |         |
| «Борнео»                     | 2020                  | Ліга 1                    | 3     | 0    | 0          | 0          | –           | –           | –     | –    | 3       | 0       |
| «Борнео»                     | 2021–22               | Ліга 1                    | 12    | 0    | 0          | 0          | –           | –           | –     | –    | 12      | 0       |
| «Борнео»                     | Загалом за «Борнео»   | Загалом за «Борнео»       | 15    | 0    | 0          | 0          | 0           | 0           | 0     | 0    | 15      | 0       |
| «Істіклол» (оренда)          | 2021                  | Вища ліга Таджикистану    | 0     | 0    | 0          | 0          | 5           | 0           | 1     | 0    | 6       | 0       |
| «Персіта Тангеранг» (оренда) | 2021–22               | Ліга 1                    | 3     | 0    | 0          | 0          | –           | –           | –     | –    | 3       | 0       |
| «Істіклол»                   | 2022                  | Вища ліга Таджикистану    | 5     | 1    | 0          | 0          | 5           | 0           | 1     | 0    | 11      | 1       |
| «Мохаммедан»                 | 2022–23               | І-Ліга                    | 9     | 0    | 5          | 0          | –           | –           | –     | –    | 14      | 0       |
| «Реал Кашмір»                | 2022–23               | І-Ліга                    | 10    | 0    | 0          | 0          | –           | –           | –     | –    | 10      | 0       |
| Усього за кар'єру            | Усього за кар'єру     | Усього за кар'єру         | 124   | 7    | 18         | 0          | 46          | 4           | 9     | 0    | 197     | 11      |

1. 1 2 3 4 5 6 7 8 9  Матч(і) в Суперкубку Таджикистану
2. 1 2  Матч(і) в Кубку президента АФК
3. 1 2 3 4  Матч(і) в Кубку Таджикистану
4. 1 2 3 4 5  Матч(і) в Кубку АФК
5. ↑  Матч(і) в Кубку Болгарії
6. 1 2  Матч(і) в Лізі чемпіонів АФК
7. ↑  Матч(і) в Кубку Дюранда

### У збірній
| національна збірна Таджикистану | національна збірна Таджикистану | національна збірна Таджикистану |
| Рік                             | Матчі                           | Голи                            |
| ------------------------------- | ------------------------------- | ------------------------------- |
| 2008                            | 2                               | 0                               |
| 2009                            | 0                               | 0                               |
| 2010                            | 1                               | 0                               |
| 2011                            | 11                              | 1                               |
| 2012                            | 6                               | 1                               |
| 2013                            | 4                               | 1                               |
| 2014                            | 5                               | 2                               |
| 2015                            | 7                               | 1                               |
| 2016                            | 8                               | 1                               |
| 2017                            | 3                               | 1                               |
| 2018                            | 1                               | 0                               |
| 2019                            | 1                               | 0                               |
| 2020                            | 0                               | 0                               |
| 2021                            | 1                               | 0                               |
| Загалом                         | 50                              | 8                               |

Статистика станом на 16 листопада 2022 року

### Голи за збірну
Станом на 10 жовтня 2017 року
| #  | Дата            | Місце                                               | Суперник   | Рахунок | Результат | Змагання                            | Пос    |
| -- | --------------- | --------------------------------------------------- | ---------- | ------- | --------- | ----------------------------------- | ------ |
| 1. | 23 березня 2011 | Національний стадіон, Мале, Мальдіви                | Камбоджа   | 1–0     | 3–0       | кваліфікація Кубку виклику АФК 2012 |        |
| 2. | 9 березня 2012  | Дасаратх Рангасала, Катманду, Непал                 | Індія      | 2–0     | 2–0       | Кубок виклику АФК 2012              |        |
| 3. | 14 серпня 2013  | Стадіон 20-річчя незалежності, Худжанд, Таджикистан | Індія      | 1–0     | 3–0       | Товариський матч                    |        |
| 4. | 4 травня 2014   | Памір, Душанбе, Таджикистан                         | Афганістан | 1–0     | 1–0       | Товариський матч                    |        |
| 5. | 8 серпня 2014   | Памір, Душанбе, Таджикистан                         | Малайзія   | 4–1     | 4–1       | Товариський матч                    |        |
| 6. | 31 березня 2015 | Памір, Душанбе, Таджикистан                         | Сирія      | 1–2     | 2–3       | Товариський матч                    | [ 22 ] |
| 7. | 5 жовтня 2016   | Памір, Душанбе, Таджикистан                         | Палестина  | 1–0     | 3–3       | Товариський матч                    | [ 23 ] |
| 8. | 10 жовтня 2017  | Центральний стадіон, Гісар, Таджикистан             | Непал      | 1–0     | 3–0       | кваліфікація кубку Азії 2019        | [ 24 ] |

## Досягнення
«Істіклол»
- Вища ліга Таджикистану[25]
  -  Чемпіон (5): 2010, 2011, 2014, 2015, 2017[26]

- Кубок Таджикистану[25]
  -  Володар (4): 2009, 2010, 2011, 2014

- Суперкубок Таджикистану[25]
  -  Володар (8): 2010, 2011, 2012, 2014, 2015, 2016[27], 2021[28], 2022[29]

- Кубок президента АФК
  -  Володар (1): 2012[30]

«Мохаммедан»
- Прем'єр-дивізіон ФЛ Калькутти
  -  Чемпіон (1): 2022[31]

Таджикистан
- Кубок виклику АФК
  -  Фіналіст (1): 2008[25]